# شيرلي غريفيثز
شيرلي غريفيثز (11 يوليو 1930 - 2015) (بالإنجليزية: Shirley Griffiths) هو لاعب كريكت باربادوسي.